# Rolando Zárate
Rolando David Zárate Riga (Haedo, 6 agosto 1978) è un ex calciatore argentino, di ruolo attaccante.

## Biografia
Ha quattro fratelli, di cui tre calciatori, Ariel, Sergio e Mauro.

## Carriera
Alterna spesso periodi al Velez Sársfield a squadre europee, giocando anche una stagione al Real Madrid. Dopo una breve parentesi al River Plate, nel 2008 approda nel Barcelona Sporting Club, squadra militante nel campionato ecuadoriano. Il 25 luglio si lega per un anno al Velez Sársfield. Nell'estate 2010 passa in prestito per un anno all'Huracán, per poi ritirarsi nel 2012 dal calcio giocato.
È stato capitano dell'Huracán.

## Palmarès

### Club

#### Competizioni nazionali
- Campionato argentino: 1

Vélez Sarsfield: Clausura 2009

#### Competizioni internazionali
- Recopa Sudamericana: 1

Vélez Sarsfield: 1997